# PGC 7
PGC 7 je eliptična galaksija v ozvezdju Rib. Njen navidezni sij je 15,6m. Od Sonca je oddaljena približno 98,3 milijonov parsekov, oziroma 320,61 milijonov svetlobnih let.